# The Legend of Dragoon
The Legend of Dragoon é um jogo de videogame do gênero RPG para Playstation 1, composto por 4 CDs que foi lançado em 1999 tendo sido um grande sucesso na época, principalmente pelo seu sistema de batalha inovador.

## Jogabilidade
O sistema de batalha do jogo é baseado em Additions, elas consistem em ataques especiais que são executados apertando o botão X um certo número de vezes (de dois a sete) e num certo ritmo, a cada 20 vezes que a Addition é usada, ela fica mais poderosa, sendo que ela atinge o nível máximo quando for usada 80 vezes e conforme você vai subindo de nível, novas Additions vão aparecendo, com excepção da última que só aparece quando você elevar todas as outras ao nível máximo.
Não há muitas magias em The Legend of Dragoon, no modo normal você deve usar certos itens que equivalem a magias, alguns, quando usados, podem ter seu efeito aumentado aumentando-se repetidamente o botão X, existem também as magias que podem ser usadas quando o personagem se transforma em Dragoon, neste modo o personagem também pode usar a Dragoon Addition, que é bem parecida com as Additions normais, mas neste modo só existe um e é muito mais poderosa do que as mesmas.
A partir do momento em que um personagem ganha um Dragoon Spirit, ele passa a poder se transformar em um Cavaleiro Dragoon, para isso ele deve encher a barra de Spirit Points executando Additions, a quantidade de SP recuperado varia com a Addition e quando a barra enche um nível (que pode variar de 1 até 5), o personagem pode se transformar, no modo Dragoon e cada ação executada pelo personagem gasta um nível da barra de SP e quando esse nível chegar a zero, o personagem volta para a sua forma normal. Ele também pode usar magias especiais quando transformado. As magias gastam uma certa porcentagem do Magic Points do personagem.
Quando os três personagens estão com a barra de SP totalmente carregada, pode ser usado o comando Special que transforma todos em Dragoon de uma vez só, o personagem que usar este comando terá um aumento considerável no dano causado por suas magias, além de poder usar Dragoon Additions com um simples comando, sem precisar ficar apertando X.

## História
A história do jogo gira em torno de Dart, um jovem guerreiro que, quando era criança, teve os seus pais mortos por uma misteriosa criatura a quem ele chama de Black Monster. Sua vila natal, Neet, foi destruída pelo Black Monster e desde então, Dart cresceu e foi criado na vila de Seles, onde treinou para se tornar um guerreiro e ao completar 18 anos, saiu em busca do Black Monster para vingar a morte de seus pais. Cinco anos depois, Dart toma conhecimento sobre a guerra entre os reinos de Basil e Sandora e, preocupado, retorna à Seles. De volta à sua vila, Dart encontra a cidade em ruínas e grande parte da população massacrada pelos soldados de Sandora. Os sobreviventes lhe contam que os soldados levaram Shana, amiga de infância de Dart. O herói então parte para Hellena Prison afim de resgatar Shana e lá ele conhece Sir Lavitz Slambert, um cavaleiro do reino de Basil que tinha ido até a prisão resgatar os seus soldados. Os dois unem forças e juntos conseguem salvar e libertar Shana. A partir daí, Dart, Lavitz e Shana começam uma jornada, onde irão descobrir os poderes dos Dragoon Spirits e que por trás de uma simples guerra entre reinos rivais está algo maior que pode significar a destruição de todo o mundo.

### Dragoons
Os Cavaleiros Dragoon, também chamados apenas de Dragoons, são guerreiros que recebem o espírito e o poder dos dragões. Cada um dos Cavaleiros Dragoon possui o seu próprio dragão vassalo e com ele, poderes mágicos correspondentes a cada um dos sete elementos básicos encontrados na natureza. Existe ainda o oitavo elemento, denominado como Não-elemental, que geralmente é concedido pelo Dragoon Spirit do dragão mais poderoso de todos, o Divine Dragon. Durante o jogo todos os personagens jogáveis vão se transformando em Dragoons conforme a história progride.

## Desenvolvimento
O jogo levou três anos para ser produzido com uma equipe de mais de 100 membros. Nos créditos finais de The Legend of Dragoon é revelada entre a equipe de desenvolvimento o nome da Polyphony Digital responsável pela cutscenes e cenas de computação gráfica no jogo.

## Recepção
O site IGN incluiu o jogo na posição de número 75 no ranking dos "100 melhores RPGs de todos os tempos" (Top 100 RPGs of All Time).